# BeamNG.drive
BeamNG.drive — комп'ютерна гра в жанрі автосимулятор, яка розробляється і публікується компанією BeamNG для платформи Windows. Використовує унікальну фізику м'яких тіл. Є ідейним продовженням попереднього проєкту розробників — Rigs of Rods.

## Геймплей
BeamNG.drive в даний час не має ніяких цілей в грі, хоча, після раннього доступу в Steam (0.4.0.0) були додані сценарії, в яких гравець повинен був проїжджати через контрольні точки. А з версії 0.9.0.5 в гру була додана кампанія (сюжет) під назвою «A Rocky Start». Гравець може керувати і розбивати безліч автомобілів на декількох стандартних картах. Гра реалізує фізику м'яких тіл для контролю динаміки автомобіля, а також для контролю зіткнень об'єктів і транспортних засобів, яка є реалістичною, точною, руйнуючою і «тягучою».

### Фізика
BeamNG.drive базується на режимі реального часу, структурної фізики м'яких тіл для симуляції транспортних засобів, які в грі складаються з м'якого корпусу, вузла балочної конструкції, подібно конструкції транспортного засобу в Rigs of Rods. Фізичний рушій імітує мережу взаємопов'язаних вузлів і балок, які утворюють невидимий каркас автомобіля з реалістичним вагою і масою. З точки зору фізики м'яких тіл, транспортні засоби реально гнуться і не деформуються, як скелет, таких як застосування наслідків зіткнення. Рушій постійно обчислює фізичні рівняння і завдання в режимі реального часу прямо під час гри.

## Розробка
Наприкінці травня 2012 року BeamNG випустила відео на своєму YouTube-каналі під назвою Революційна фізика м'яких тіл в «CryEngine3». Спочатку BeamNG.drive використовувала рендерний ігровий рушій CryEngine3, але через велику кількість багів гра була перенесена на рушій Torque 3D. Для розробки BeamNG.drive розробники використовує мову програмування Lua і пакети даних через мережу системи Lua, в той час як гра працює для того, щоб завершити складні рівняння фізики під час гри.BeamNG створила свій сайт beamng.com [Архівовано 30 грудня 2018 у Wayback Machine.] в травні 2012 року для того щоб розміщувати туди новини про розробку симулятора. На сайті є публічний форум, блог розробників, wiki.
Гра була розміщена на відкрите голосування в Steam Greenlight 12 лютого 2014 року. Вже через 8 днів гра отримала зелене світло. Новина про це була опублікована на сайті розробників. З вересня 2014 до лютого 2015 року розробники BeamNG.drive додали публічні експериментальні версії гри в яких були зібрані останні досягнення BeamNG.drive. Steam Early Access Update була офіційно додана в Steam в режим раннього доступу 29 травня 2015 року.

## Відгуки критиків
BeamNG.drive отримав високі оцінки критиків. У статті BBC Autos автор написав: «До BeamNG проявляють інтерес в кінематографі для моделювання трюків на транспортних засобах, так як вони можуть бути протестовані ґрунтовно, але дешево — до того, як каскадер розіб'є машину, в якій сидить».